# 威爾·科化

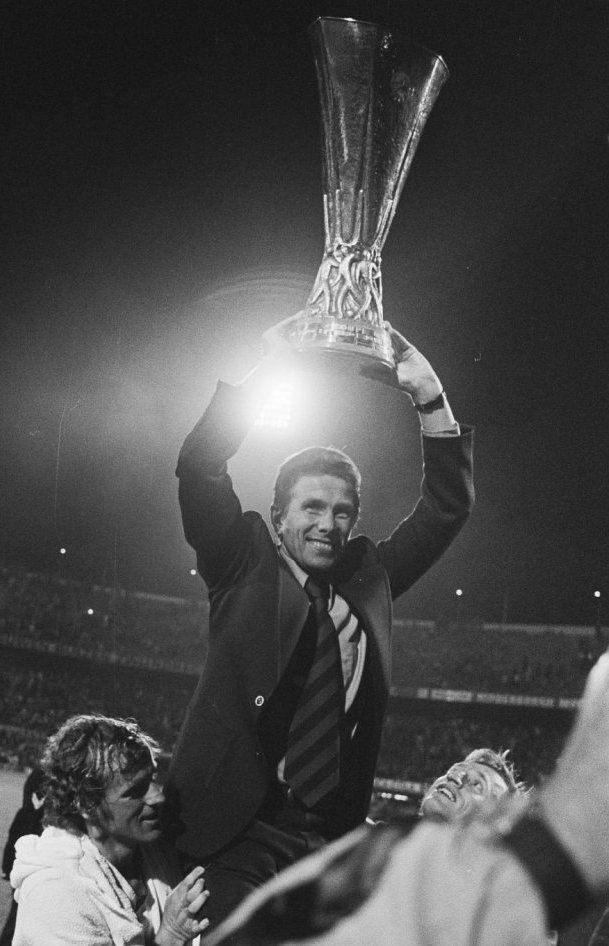
威爾·科化

威爾·科化（Wiel Coerver，（1924年12月3日—2011年4月22日），出生於荷蘭科尔克拉德，是一名荷蘭足球教练，科化足球訓練法的創始人。曾帶領费耶诺德贏得1973/74球季歐洲足協盃冠軍。
在法國舉行的1998年世界盃，科化的第一個徒弟勃杜安·岑登，入選荷蘭國家隊，代表荷蘭参赛。